# Vicky Luna
Victoria González Luna (Sevilla, España, 1977) es una cantante andaluza inicialmente conocida por ser una de las tres componentes del grupo Las Niñas, que entre 2003 y 2006  tuvo un gran éxito en su país. Además de en la música, se formó en danza e interpretación, habiendo trabajado ocasionalmente en teatro y como presentadora de televisión. Actualmente, es profesora de técnica vocal y sus dos proyectos principales son "Chez Luna" y la formación "Q & The Moonstones".

## Biografía
Victoria García Luna nació en la capital andaluza, pero desde pequeña su familia se mudó a la cercana población de Dos Hermanas, donde ha residido toda su vida. Inicialmente comenzó estudios de Derecho que abandonó por el mundo de la música.
Musicalmente empezó a trabajar como acompañante vocal en estudio y formando parte de varias bandas locales. Por ejemplo, fue una de las componentes del coro de O'funk'illo.
Su mayor reconocimiento vino tras crear la banda Las Niñas, junto a Alba Molina y Aurora Power, donde hacían música de fusión con una sólida base de flamenco.
Tras la disolución de Las Niñas se acercó al campo del jazz, formando un trío con la propia Alba Molina y Ricardo Moreno, además de participar en proyectos con músicos como Quique Bonal y otras colaboraciones numerosas, aunque más esporádicas. Por ejemplo, participó en la grabación de los discos de La canalla
Desde el año 2008, y compaginándolo con otros proyectos y colaboraciones, ha grabado cuatro discos como Chez Luna, en dúo con el guitarrista Ismael Sánchez, además de con el grupo Q & The Moonstones.